# August Lufft
August Lufft (* 28. Dezember 1801 in Worms; † 20. Oktober 1887 in Karlsruhe) war ein deutscher Verwaltungsjurist.

## Leben
Lufft war ein Sohn des französischen Obersten und Ritters der Ehrenlegion Karl August Lufft in Oberbronn im Elsass. Er besuchte eine Privatschule in Otterberg, ab 1810 das Gymnasium in Kaiserslautern und 1818 das Lyzeum in Speyer. Im Wintersemester 1818/19 immatrikulierte er sich als Student der Rechtswissenschaften an der Universität Heidelberg. 1821/22 wechselte er nach Erlangen. 1822/23 kehrte er nach Heidelberg zurück. Sowohl in Heidelberg als auch Erlangen war er Mitglied des Corps Rhenania und jeweils an der Stiftung der Corps beteiligt. Er schloss seine Studien im Frühjahr 1823 ab und wandte sich zunächst dem Finanzfach, dann der Justiz und Verwaltung zu. 1831 wurde er Ratsakzessist bei der Kammer des Innern der Regierung in Speyer, im Juli 1831 Aktuar beim Landkommissariat Bergzabern. Unter dem liberalen Einfluss der Familie seiner Frau Amalie Schneider, die er im Mai 1832 geheiratet hatte, trat Lufft im März 1833 aus Opposition gegen das Vorgehen der Regierung nach dem Hambacher Fest aus dem Staatsdienst aus und gründete im September 1833 mit Daniel Gelbert, ein Teilnehmer am Hambacher Fest, ein Konsultationsbüro in Neustadt an der Haardt. Im Februar 1834 suchte er um eine Auswanderungserlaubnis nach und ließ sich vorübergehend im Elsass, dann in Bern nieder, wo er am 26. Mai 1834 eine Anstellung als Untersuchungsrichter erhielt. Als er Anfang Juli 1834 in Neustadt seine Familie abholen wollte, wurde er verhaftet und wegen Verbreitung aufrührerischer Schriften zum Bezirksgericht Frankenthal verbracht. Die Untersuchung wurde aber eingestellt. Er ging wieder nach Bern und führte dort unter anderem die Untersuchungen gegen Mitglieder des „Jungen Deutschland“ und seinen damaligen Präsidenten Ernst Schüler. In Bern wurde er Mitglied der Freimaurerloge Zur Hoffnung. Er schloss sich später der Karlsruher Loge Leopold zur Treue an.
Im Juli 1837 bat Lufft unter bedauerndem Widerruf seines Abschieds um Wiederverleihung des Indigenatrechts und die Wiederaufnahme in bayerische Staatsdienste. Am 16. April 1838 wurde er dritter Assessor bei der Regierung von Oberbayern, Kammer des Innern, in München. Im Juli 1838 war er Kommissar für die Sicherheit der Gäste beim Besuch des Kaisers und der Kaiserin von Russland in Kreuth. Im Januar 1843 wurde er Regierungsrat in Augsburg, zugleich Stadtkommissar und Zensor der Allgemeinen Zeitung. Am 30. Mai 1846 schließlich wurde er zum Direktor der königlichen Regierung der Pfalz, Kammer des Innern, in Speyer ernannt. Während der Unruhen des Jahrs 1848 kam es im März 1848 zu einem Volksauflauf gegen ihn. Eine Volksversammlung in Neustadt fordert seine Abberufung. Zu den Hauptagitatoren gehörten Ludwig Frey und Philipp Hepp. Lufft wurde beurlaubt und am 2. April 1848 in den einstweiligen Ruhestand versetzt. Er kehrte nicht mehr ins Amt zurück und war fortan publizistisch tätig. 1872 wurde er endgültig in den Ruhestand versetzt.